# Burnley (borough)
Burnley – dystrykt w hrabstwie Lancashire w Anglii.

## Miasta
- Burnley
- Padiham

## Inne miejscowości
Cliviger, Dunnockshaw, Haggate, Hapton, Worsthorne.